# Federico Pezzullo
Federico Pezzullo (ur. 13 grudnia 1890 w Frattamaggiore w Neapolu, zm. 10 września 1979) – włoski duchowny, sługa boży Kościoła katolickiego.

## Życiorys
Federico Pezzullo urodził się we Frattamaggiore w Neapolu. W 1901 roku wstąpił do seminarium w Aversa i po studiach teologicznych został wyświęcony na kapłana w dniu 3 sierpnia 1913 roku. Podczas I wojny światowej w latach 1915-1918 był kapelanem wojskowym. W 1930 roku został rektorem sanktuarium Niepokalanego Poczęcia, a w 1935 roku został mianowany rektorem wyższego seminarium duchownego diecezji. Od 28 stycznia 1937 do 23 sierpnia 1970 roku był biskupem Policastro. Zmarł w wieku 88 lat w opinii świętości o godzinie 10:30. Jego szczątki spoczywają w katedrze Policastro. Jego proces beatyfikacyjny rozpoczął się 19 września 2007 roku.